# Семінарії Redemptoris Mater
Семінарії Redemptoris Mater — католицькі місіонерські семінарії, що мають міжнародний характер, готуючи священиків для служіння з різних країн. Всі студенти в семінаріях Redemptoris Mater належать до громад Неокатехуменату. Випускники цих семінарій направляються в єпархії, де мало священичих покликань, або відсутні священики. Перша семінарія була відкрита у Римі (1987 році) з дозволу Івана Павла II. Сьогодні діють в різних країнах світу.

## Особливості формації
Семінарія і країна, в якій навчатиметься той чи інший семінарист, визначається жеребкуванням. Семінарії Redemptoris Mater теж є дієцезіальними, але місіонерськими. Семінаристи Redemptoris Mater під час навчання у семінарії продовжують свою духовну формацію у неокатехуменальних спільнотах, але вже у тому місті, де знаходиться семінарія. Навчання у семінаріях Redemptoris Mater має свою специфіку. Перші два роки семінаристи живуть у сім'ях братів зі спільнот, де знайомляться з життям християнської родини та одночасно вивчають мову. Наступні два роки вони вивчають філософські дисципліни, після яких роблять перерву у навчанні й на кілька років вирушають на місію. У цей час вони знаходяться у гроні катехістів, які проводять євангелізацію, або як компаньйони перебувають разом із пресвітерами-місіонерами, чи перебувають на місії Ad Gentes, разом із родинами, які вирушили на місію у секуляризовані країни чи туди, де християни є меншиною. Після дворічної перерви вони вивчають богослов'я. Загалом навчання триває близько восьми років.

## Семінарії RM в Україні
В Україні діють три семінарії Redemptoris Mater: дві латинського обряду - Київ (з 2003 року), Вінниця (з 2010 року) та одна грецького (Ужгород, з 2013 року). Нині у вінницькій семінарії навчаються п'ятнадцять семінаристів з різних країн: України, Польщі, Італії, США, Мексики, Бразилії та Парагваю. Семінаристи київської семінарії Redemptoris Mater проходять навчання разом із семінаристами місцевої дієцезіальної семінарії Пресвятого Серця. Ужгородська семінарія Redemptoris Mater - це друга така семінарія східного обряду, перша функціонує в Лівані. В Україні існує дві неокатехуменальні громади, що належать до грецького обряду — у Львові та в Ужгороді.